# サンテジーディオ・デル・モンテ・アルビーノ
サンテジーディオ・デル・モンテ・アルビーノ（伊: Sant'Egidio del Monte Albino）は、イタリア共和国カンパニア州サレルノ県にある、人口約8,900人の基礎自治体（コムーネ）。

## 地理

### 位置・広がり

#### 隣接コムーネ
隣接するコムーネは以下の通り。
- アングリ
- コルバーラ
- パガーニ
- サン・マルツァーノ・スル・サルノ
- トラモンティ